# Gabiria
Gabiria (spanisch Gaviria) ist eine Gemeinde (Municipio) in der Provinz Gipuzkoa im spanischen Baskenland. Sie hat 516 Einwohner (Stand: 2024).

## Geografie
Gabiria liegt etwa 55 Kilometer südöstlich von Bilbao und 40 Kilometer südwestlich von der Provinzhauptstadt Donostia-San Sebastián in einer Höhe von ca. 415 m.

## Bevölkerungsentwicklung
| 1900 | 1950 | 1970 | 1981 | 1991 | 2001 | 2011 | 2021 |
| ---- | ---- | ---- | ---- | ---- | ---- | ---- | ---- |
| 836  | 838  | 645  | 492  | 432  | 424  | 493  | 502  |

## Sport
Im Jahr 2023 führte die Tour de France auf der 2. Etappe durch Gabiria. Auf der GI-3520 wurde mit der Côte d'Aztiria (572 m) eine Bergwertung der 3. Kategorie abgenommen. Diese sicherte sich der US-Amerikaner Neilson Powless.

## Sehenswürdigkeiten

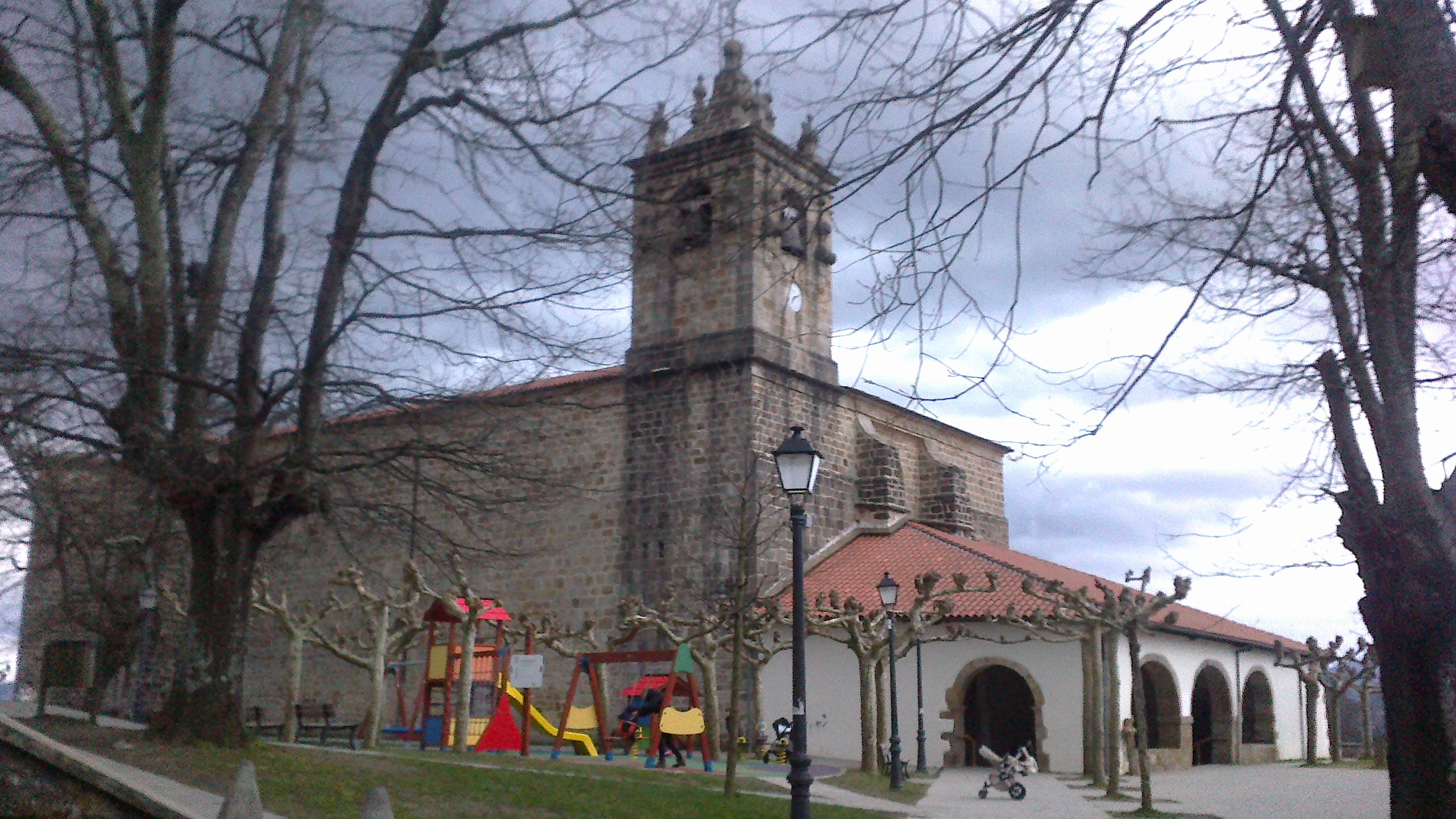
Kirche
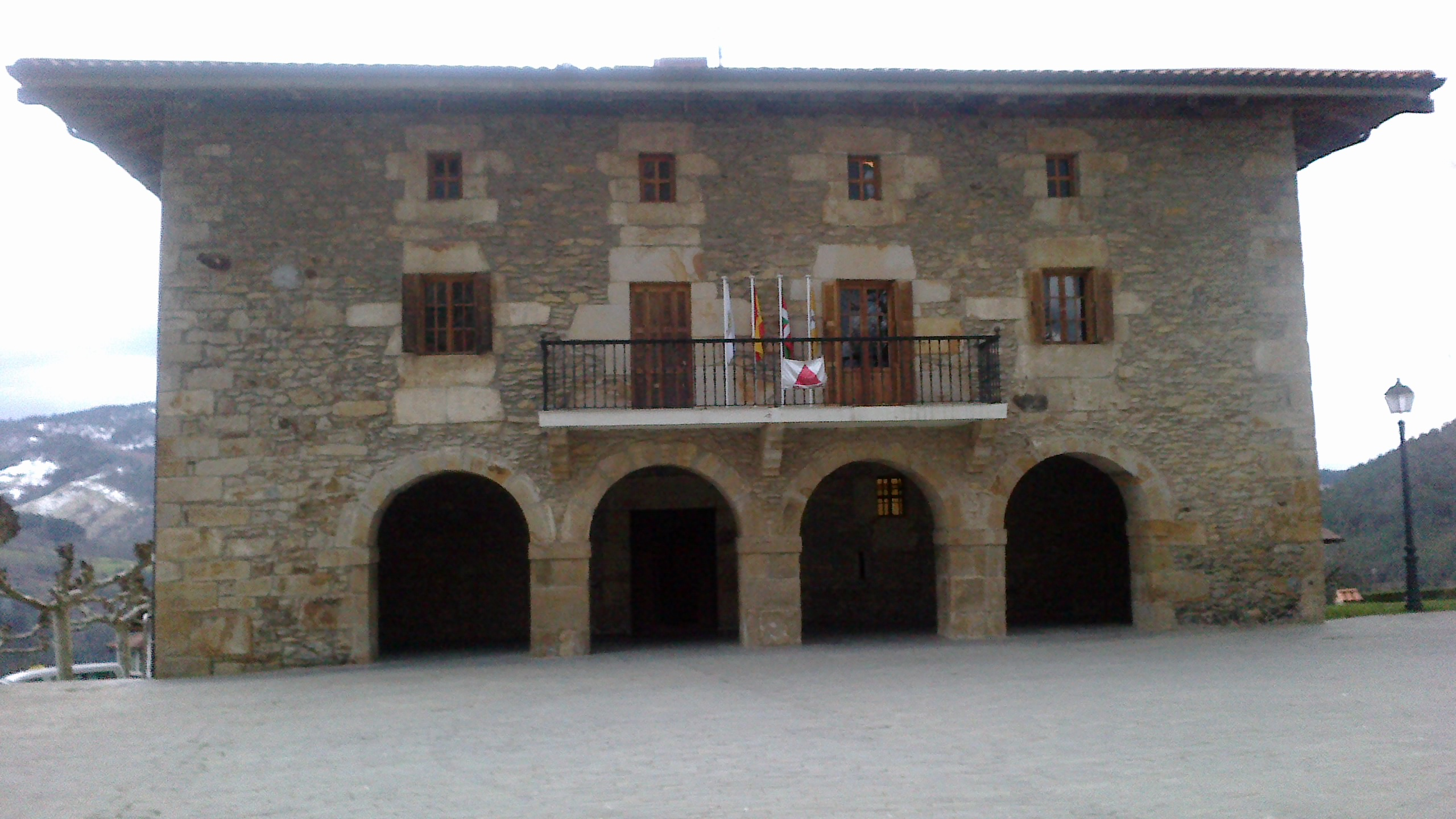
Rathaus

- Kirche
- Rathaus